# Sándor Teleki

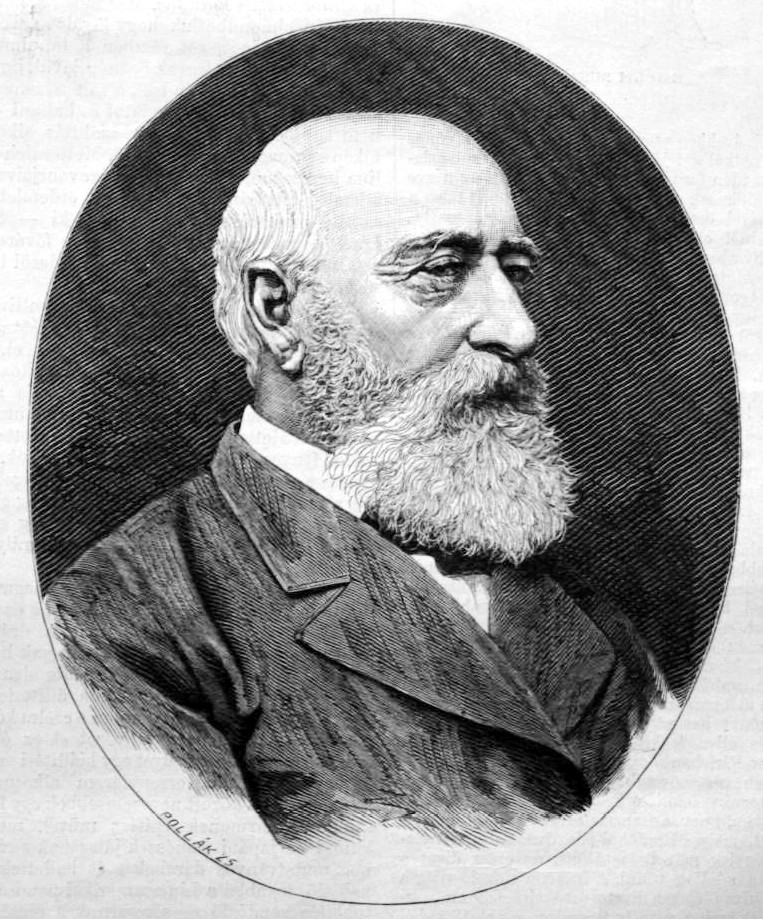
Sándor Teleki

Teleki Sándor (n. 27 ianuarie 1821, Cluj, Imperiul Austriac – d. 18 mai 1892, Baia Mare, Austro-Ungaria) a fost un conte și colonel maghiar, care a deținut și funcția de membru în camera superioară a Parlamentului din Transilvania.
A fost prieten cu poetul Sándor Petőfi, membru fondator al Societății Ungare de Istorie, membru al Societății Petőfi și al Societății Kisfaludy.
Castelul său, numit acum Castelul Teleki, din Coltău, Maramureș, este obiectiv turistic.
Începând cu 2002, anual nouă studenți din Baia Mare, care se remarcă prin rezultate deosebite, primesc bursa Teleki.